# Georg von Braunschweig (General, 1845)

Georg Wilhelm von Braunschweig (* 26. August 1845 in Lissomitz bei Thorn, Westpreußen; † 11. August 1911 in Blankenburg (Harz)) war ein preußischer General der Infanterie.

## Leben
Er war Angehöriger des pommerschen Adelsgeschlechtes von Braunschweig. Seine Eltern waren der kgl. preuß. Hauptmann und Gutsherr auf Lissomitz in Westpreußen, Hermann von Braunschweig (* 1811; † 1862), und dessen erste Ehefrau Friederike Täubert (* 1810; † 1847), aus Danzig stammend. Braunschweig wurde 1863 zum Leutnant ernannt. 1866 erlitt er im Deutschen Krieg in der Schlacht bei Nachod eine Verwundung. Im Deutsch-Französischen Krieg (1870/71) diente Braunschweig im Oberkommando der 1. Armee unter Edwin von Manteuffel. In Anschluss folgten weitere Verwendungen, bis er am 20. Juli 1899 zum Kommandeur der 10. Division in Posen ernannt wurde. Am 18. Oktober 1902 erfolgte seine Ernennung zum Kommandierenden General des XVII. Armee-Korps in Danzig.
Der Landrat David Vincenz von Braunschweig ist ein direkter Vorfahre.